# Danny Blanchflower
Robert Dennis „Danny“ Blanchflower (* 10. Februar 1926 in Belfast; † 9. Dezember 1993) war ein nordirischer Fußballspieler, -trainer und Sportjournalist. Dabei wurde er vor allem als zentraler Spieler von Tottenham Hotspur bekannt, mit dem er im Jahre 1961 als Mannschaftskapitän das Double aus englischer Meisterschaft und FA Cup gewann. Durch sein für diese Zeit weit überdurchschnittliches taktisches Verständnis und die Stärken im Passspiel war er auf der rechten Halbposition im Mittelfeld einer der besten Fußballer seiner Generation.

## Die Jugendzeit
Danny Blanchflower wurde in Dunraven Park im Osten Belfasts (Bezirk Bloomfield) als eines von fünf Kindern in einem presbyterianisch geprägten Elternhaus der Arbeiterklasse geboren. Er besuchte die „Ravenscroft Public Elementary School“ und trat erstmals 1937 in einer Jugendauswahl Belfasts gegen eine Mannschaft aus Dublin als junger Fußballspieler öffentlich in Erscheinung. Frühes Vorbild war für ihn Peter Doherty, der seine Karriere bei Glentoran Belfast begann und später erfolgreich in England für den FC Blackpool und Manchester City sowie in der nordirischen Nationalmannschaft agieren sollte. Blanchflower entwickelte ein immer größere Passion für den Fußball und neben dem Schulsport und dem Straßenfußball begann er auch seine Vereinskarriere. Dabei spielte er ab 1941 in dem von ihm in jungen Jahren mit ins Leben gerufenen Klub „Bloomfield United“ in der „East Belfast Summer League“. Trotz dieser Leidenschaft für den Sport litten seine schulischen Leistungen nicht darunter und er erhielt ein Stipendium zum Besuch des „Belfast College of Technology“.
Er begann schließlich eine Elektrikerlehre in einer Zigarettenfabrik, schloss sich der Organisation ARP („air-raid precautions“) zum Schutz der Bevölkerung vor Luftangriffen an und trat 1943 der Royal Air Force bei – dazu hatte er zuvor falsche Angaben zu seinem Alter gemacht. Im Rahmen der militärischen Ausbildung besuchte er zwischen Dezember 1943 und April 1944 in Schottland die Universität St Andrews. Er spielte dort parallel in der Fußballmannschaft und zudem wurde in dieser Zeit der Grundstein für seine spätere Golfleidenschaft gelegt. Im Frühjahr 1945 ging er kurzzeitig nach Kanada, kehrte aber nach dem Ende des Zweiten Weltkrieges bereits im August nach Europa zurück. In der Heimat Belfast spielte er daraufhin kurzzeitig für den vier Jahre später aufgelösten Verein Belfast Celtic und angesichts seines offensichtlichen Talents erhielt er ein Angebot, Teil der Mannschaft von Glentoran Belfast zu werden. Dazu kehrte er der Royal Air Force den Rücken.

## Von Belfast über Barnsley nach Birmingham
Bis 1949 spielte Blanchflower für Glentoran Belfast. Aufgrund der limitierten Möglichkeiten im nordirischen Fußball bat er bei der Vereinsführung schließlich um eine Freigabe für einen Wechsel und der englische Zweitligist FC Barnsley erhielt für 6.000 britische Pfund den Zuschlag. Da sein zukünftiger Verein bei diesem Transfer jedoch den Stichtag bereits überschritten hatte, war Blanchflower erst zu Beginn der Saison 1949/50 für den FC Barnsley spielberechtigt. Am 1. Oktober 1949 absolvierte er zudem für die nordirische Nationalmannschaft gegen Schottland im Windsor Park sein erstes Länderspiel und leitete seine schließlich 14-jährige Nationalteam-Laufbahn mit einer enttäuschenden 2:8-Niederlage ein.
Nach zwei Jahren in Barnsley wechselte er 1951 für 15.000 Pfund nach Birmingham zu dem Erstligisten Aston Villa, der nach dem Krieg eine vollständig neue Mannschaft aufbaute, die an die frühen Erfolge aus der Zeit der Jahrhundertwende anknüpfen sollte und allgemein als „schlafender Riese“ im englischen Fußball angesehen wurde. Obwohl Blanchflower nach dem Debüt am 17. März 1951 in seiner bis 1954 dreijährigen Zeit in Birmingham in 155 Spielen zum Einsatz kam und die Mannschaft zeitweise gar als Kapitän anführte, kam das Team nicht über ein gewisses Mittelmaß hinaus und Blanchflower entwickelte stetig wachsende Zweifel an dem Trainingskonzept, in dem aus seiner Sicht das Spiel mit dem Ball zugunsten der reinen Kraft- und Ausdauerübungen zu stark vernachlässigt wurde. Vor allem in einer Zeit, als innovative Spielsysteme vom europäischen Kontinent – vorzugsweise vorgetragen von der „Goldenen Elf“ aus Ungarn – den „alten“ englischen Fußball zu dominieren begannen, drängte der ehrgeizige Blanchflower angesichts seiner bis dato titellosen Karriere zu einem erneuten Vereinswechsel.
Kurz nach der offiziellen Verkündung, dass Blanchflower Aston Villa verlassen werde, konkurrierten mit dem FC Arsenal und Tottenham Hotspur zwei Londoner Vereine um seine Gunst. In dem Bieterverfahren gaben die Vereine ihre Offerten im Rahmen einer „holländischen Auktion“ ab und die „Spurs“ erhielten für 30.000 Pfund den Zuschlag, nachdem der Lokalrivale nur maximal 28.500 Pfund hatte investieren wollen.

## Tottenham Hotspur
Eine Woche vor Blanchflowers Debüt in London hatte Bill Nicholson seine Karriere als Spieler beendet. Er sollte aber später als erfolgreicher Trainer zurückkehren und eine wichtige Rolle in der letzten Karrierephase Blanchflowers spielen. In der ersten Saison 1954/55 kämpfte Blanchflower zunächst aber auch bei den Spurs nur gegen den Abstieg aus der englischen Eliteklasse und gesundheitliche Probleme sorgten dafür, dass der Trainer Arthur Rowe von seinem Amt zurücktrat. Ihm folgte Jimmy Anderson, der damit als vormaliger Kotrainer befördert wurde und sich in einen Kompetenzstreit mit Blanchflower verwickelte. Obwohl Anderson die Mannschaftsaufstellung durchführte, forderte der Nordire das Recht, die Taktik einer sich ändernden Spielsituation auf dem Feld „anzupassen“. Dieser Konflikt eskalierte, als Tottenham das 1956er FA-Cup-Halbfinale gegen Manchester City mit 0:1 verlor. Als der Mannschaft die Zeit auszugehen drohte, um den 0:1-Rückstand auszugleichen, beorderte Blanchflower den Defensivspieler Maurice Norman zur Unterstützung in die Angriffsformation. Nachdem die Partie verloren gegangen war, kam es in der Mannschaftskabine zwischen Kapitän und Trainer zu einem heftigen Wortgefecht. Anderson entfernte in der Konsequenz seinen Mannschaftsführer aus dem Amt und verzichtete auf Blanchflower bei dem wichtigen Spiel um den Klassenerhalt bei Cardiff City. Der offiziellen Verlautbarung des Vereins, Blanchflower habe sich eine Verletzung zugezogen, widersprach dieser öffentlich und nannte als Grund seine Degradierung.
In den beiden Folgespielzeiten wendete sich jedoch zunächst das Geschehen. Der vormalige Abstiegskandidat aus Tottenham gewann unter Trainer Anderson in der Saison 1956/57 die Vizemeisterschaft und belegte ein Jahr später noch einmal den dritten Platz. Auch in der Nationalmannschaft konnte Blanchflower mit der Teilnahme an der WM 1958 in Schweden einen Achtungserfolg verbuchen und führte das nordirische Team als Kapitän ins Viertelfinale, wo man bei der 0:4-Niederlage gegen Frankreich den kräftezehrenden Leistungen zuvor Tribut zollen musste und aus dem Turnier ausschied. Als die Spurs überaus schwach in die Saison 1958/59 starteten, trat Anderson als Trainer zurück und machte Platz für den ehemaligen Tottenham-Spieler Bill Nicholson. Dies stellte sich zunächst als nachteilig für Blanchflower heraus, da ihn der neue Trainer aus der Mannschaft aussortierte – Nicholson favorisierte auf Blanchflowers offensiver Mittelfeldposition den jüngeren Jim Iley und war zudem der Meinung, dass bei einem gemeinsamen Einsatz der beiden Spieler zu große Lücken im Verteidigungsverbund entstehen könnten. Blanchflower erbat daraufhin seine sofortige Freigabe für einen Wechsel, da ihm die Aussicht, in der Reserveauswahl spielen zu müssen, nicht behagte. Die Mannschaft setzte jedoch währenddessen die sportliche Talfahrt fort und Blanchflower erhielt als Ersatzspieler für Tommy Harmer die Möglichkeit zu einer Rückkehr. Als sich die gesamte Mannschaft an dem ehemaligen Kapitän aufrichtete und so die Geschicke der Mannschaft kurzfristig ins Positive umgewandelt werden konnten, gab Nicholson Blanchflower seine alte Position und sogar das Kapitänsamt zurück. Gemeinsam mit dem Neuzugang Dave Mackay, der sich direkt gut in die Mannschaft einbringen konnte, verließen die Spurs die Abstiegszone und konnten die Klasse sichern.
Nur ein Jahr später griff nahezu dieselbe Mannschaft – abgesehen von dem neuen Torhüter Bill Brown und den späteren Verpflichtungen John White und Les Allen – in den Wettbewerb um die englische Meisterschaft ein und belegte am Ende den dritten Platz.
Die Saison 1960/61 sollte die erfolgreichste Spielzeit in der Karriere von Danny Blanchflower und in der Vereinsgeschichte von Tottenham Hotspur sein. Die von Blanchflower angeführte Mannschaft gewann die ersten elf Spiele in Serie, was bis zum heutigen Tage einen Rekord im englischen Erstligafußball darstellt. Am Ende gewann der Klub mit acht Punkten Vorsprung die Meisterschaft und schlug danach im Endspiel des FA Cups Leicester City mit 2:0. Damit war der Verein nach Aston Villa im Jahre 1897 der erste Klub des 20. Jahrhunderts, der das Double aus Meisterschaft und englischem Pokal erringen konnte. Auch im folgenden Jahr schien der Gewinn dieses doppelten Erfolgs möglich und mit einem 3:1-Sieg gegen den FC Burnley verteidigte Tottenham seinen Pokaltitel. In der Meisterschaft hingegen verlor das Team beide Partien gegen den späteren Meister Ipswich Town, hätte aber rechnerisch bei nur einem Erfolg gegen diese Mannschaft den zweiten Ligatitel in Serie eingefahren – so belegte der Klub vier Punkte hinter Ipswich nur den dritten Platz. Parallel hatten die Spurs das Halbfinale im Europapokal der Landesmeister erreicht und dort gegen den späteren Sieger Benfica Lissabon verloren.
Den ersten – und einzigen – europäischen Titel gewann Blanchflower schließlich ein Jahr später, als er sein Team zum Sieg im Europapokal der Pokalsieger führte und dabei im Endspiel den spanischen Verein Atlético Madrid überraschend deutlich mit 5:1 schlug. Während dieser Spielzeit hatte der Kapitän jedoch mit großen Verletzungssorgen zu kämpfen und das Karriereende des mittlerweile 37-jährigen Blanchflower zeichnete sich zunehmend ab. Die Doppelbelastung wurde zu einem größeren Problem für ihn und die Vorzeichen auf die künftige Ablösung verdichteten sich, als Nicholson zu Beginn der Saison 1963/64 Phil Beal auf Blanchflowers Position einsetzte. Bei der 1:4-Niederlage gegen Manchester United traten die Schwächen Blanchflowers deutlich zu Tage, als ihm vor allem Denis Law seine durch das fortgeschrittene Alter entstandenen Grenzen aufzeigte. Mit der Rücktrittsentscheidung ließ sich Blanchflower noch etwas Zeit, verkündete dann aber im April 1964 nach zehn Jahren an der White Hart Lane und 337 Meisterschaftsspielen im Rahmen seiner Zeitungskolumne den Rückzug als Spieler. Für die nordirische Nationalmannschaft hatte er zwischen 1949 und 1963 56 Länderspiele absolviert und stand dabei sogar häufig mit seinem Bruder Jackie in der Auswahl seiner Heimat.

## Trainerkarriere
Nach seinem Rücktritt als Spieler zog er sich über einen Zeitraum von vielen Jahren aus dem Fußballgeschäft zurück und kehrte in der zweiten Hälfte der 1970er-Jahre kurzzeitig als Trainer zurück, um sowohl für die nordirische Nationalmannschaft, als auch zwischen 1978 und 1979 für den FC Chelsea zu arbeiten. In Chelsea gewann er jedoch nur fünf von 32 Spielen, stieg in der Saison 1978/79 mit dem Klub ab und verkündete nach nicht einmal einem Jahr im September 1979 seinen Rücktritt.

## Abseits des Fußballfeldes
Blanchflower konnte als einer von nur wenigen Spielern die Journalisten-Auszeichnung zu Englands Fußballer des Jahres zweifach gewinnen – in den Jahren 1958 und 1961. Am 6. Februar 1961 schlug er als erste Person überhaupt ein Angebot aus, das vorsah, ihn für die bekannte TV-Dokumentationsserie „This Is Your Life“ zu porträtieren. Dabei entgegnete er dem Showmaster Eamonn Andrews in einer direkt ausgestrahlten Sendung, dass er das Programm als ein „Eindringen in die Privatsphäre“ ansehe.
Blanchflower präsentierte im Jahre 1967 für den US-amerikanischen Fernsehsender CBS Spiele der National Professional Soccer League („NPSL“), überwarf sich aber mit den dortigen TV-Verantwortlichen, als er die Mängel und Fehlentwicklungen dieser Liga offen kritisierte – vor allem in einem von ihm verfassten Artikel in der wöchentlichen Sportzeitschrift „Sports Illustrated“.
In seinen letzten Lebensjahren litt Blanchflower an der Alzheimer-Krankheit und starb 67-jährig im Dezember 1993. Knapp zehn Jahre später wurde er postum mit der Aufnahme in die englische „Football Hall of Fame“ geehrt.

## Erfolge
- Europapokalsieger der Pokalsieger: 1963
- Englischer Meister: 1961
- FA-Cup-Sieger: 1961, 1962
- Englands Fußballer des Jahres: 1958, 1961
- Aufnahme in die englische Football Hall of Fame: 2003